# Giambattista Gallicciolli

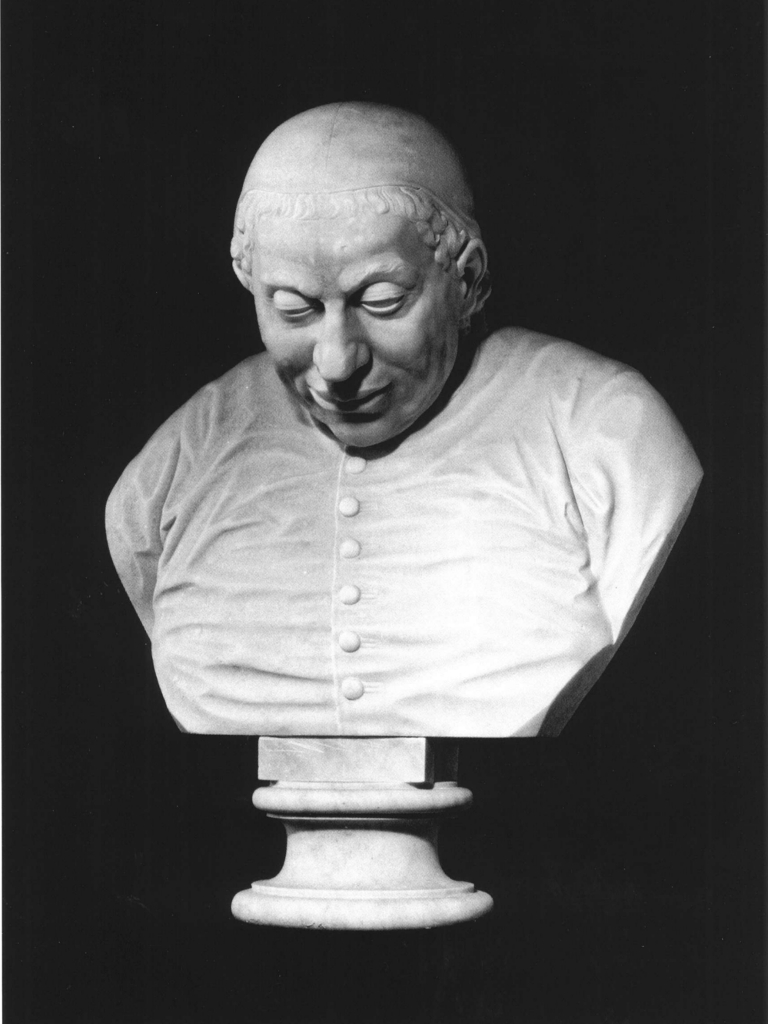
Büste Gallicciollis von Pietro Bearzi (1857–1858), geschaffen für das Panteon Veneto im Palazzo Loredan zu Venedig, gelegen am Campo Santo Stefano

Giambattista Gallicciolli (* 17. Mai 1733 in Venedig; † 12. Mai 1806 ebenda) war ein venezianischer Philologe, Judaist, Gräzist und Historiker. Als sein Hauptwerk gilt das 1795 nach zehn Jahren Arbeit erschienene Opus Delle memorie Venete antiche, profane ed ecclesiastiche.

## Leben

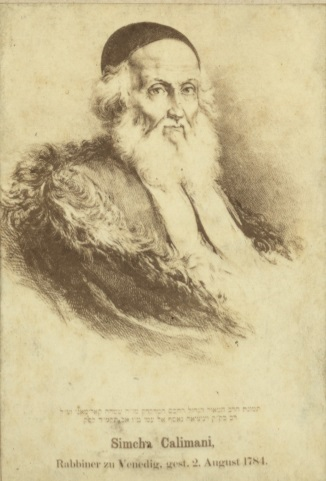
Bildnis des Rabbis, bei dem Gallicciolli Hebräisch lernte

Giambattista wurde als Sohn des Paolo und der Adriana Grismondi geboren, die in der Gemeinde San Cassan lebten, im Norden des Sestiere San Polo. Er erhielt Privatunterricht durch den eher mittelmäßigen Jacopo Scattaia. 1749 wurde er Kleriker und studierte von da an neben Theologie auch Philosophie und Geschichte, Latein und Philologie, Griechisch und orientalische Sprachen, allen voran das Hebräische. Letzteres lernte er bei Rabbi Simcha ben Abraham Calimani (1699–1784). Auch verstand er sich auf Geometrie und Mathematik.
Gallicciolli arbeitete lange ausschließlich als Privatlehrer, doch im Dezember 1782 wurde er an den venezianischen Lehrstuhl für griechische und hebräische Sprache berufen. Er soll eine Berufung an die Universität Parma abgelehnt haben, doch sind darüber keinerlei Dokumente überliefert. Auch eine von Andrea Querini, einem der drei Riformatori dello Studio di Padova befürwortete Berufung an die Universität Padua lehnte er ab. Stattdessen zog er es vor, ohne Bezahlung Griechisch am Seminario patriarcale zu unterrichten, dem Seminar des Patriarchen von Venedig. Dabei war er weiterhin als Pfarrer der Gemeinde San Cassan tätig.

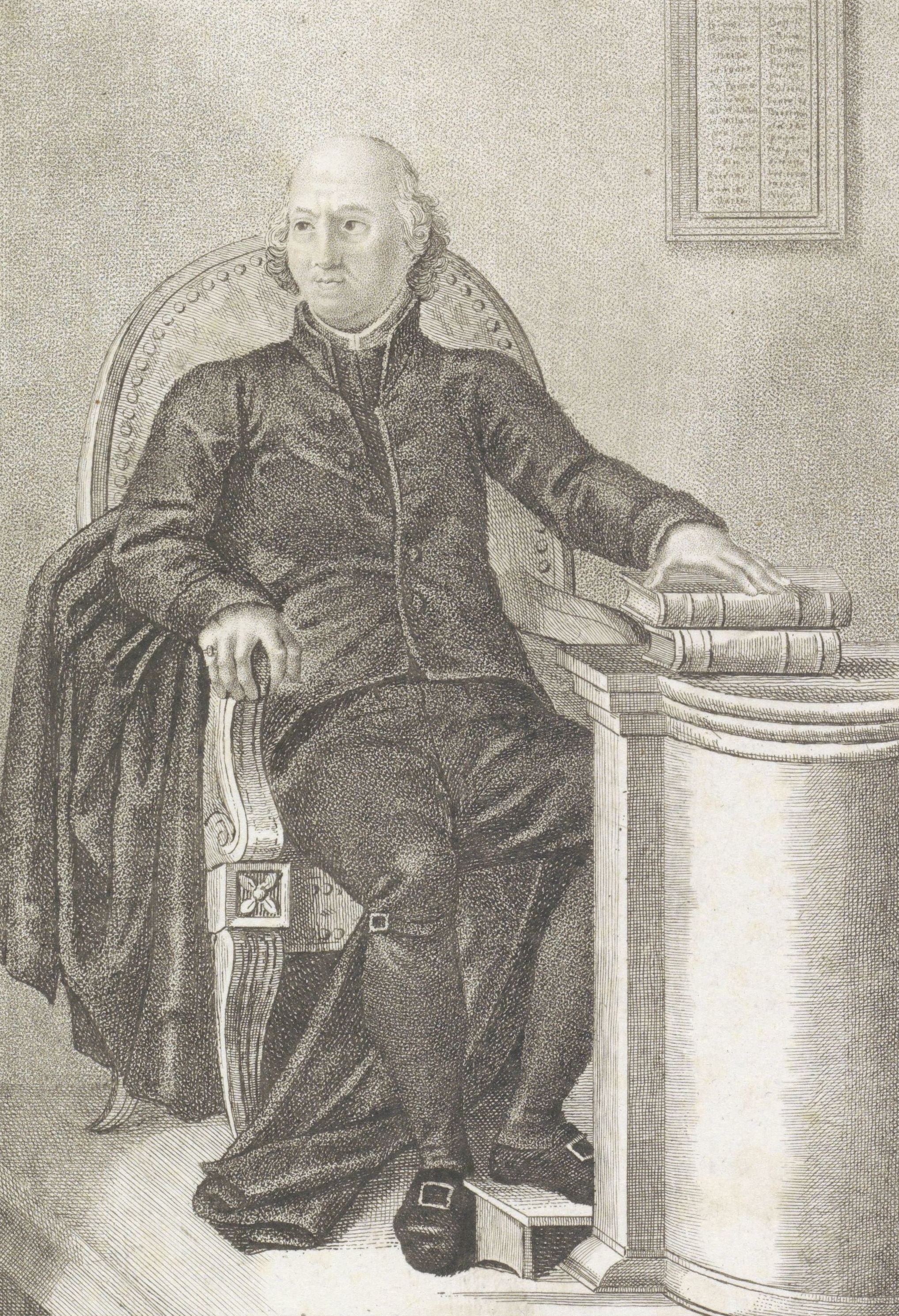
Porträt De Rossis, mit dem Gallicciolli brieflich über drei Jahrzehnte korrespondierte

Von 1774 bis 1805 korrespondierte er mit Giovanni Bernardo De Rossi, Professor in Parma und einer der berühmtesten Orientalisten seiner Zeit, der eine große Sammlung hebräischer Schriften besaß. Gallicciollis 116 Briefe sind erhalten, jedoch sind De Rossis Antworten verloren gegangen. Diese Art von Zusammenarbeit pflegte Gallicciolli auch mit Iacopo Nani und Andrea Memmo, für die er dann und wann Inschriften und Codices untersuchte.
Die erste Publikation, die Gallicciolli in Fachkreisen bekannt machte, war sein monumentales Werk über Papst Gregor den Großen mit dem Titel S. Gregorii papae I cognomento Magni Opera omnia…, eine 17-bändige Publikation, die ab 1768 erschien. In einer umfangreichen Einführung äußerte sich der Verfasser zu seiner Methodik, zu den Beständen der Biblioteca Marciana und zur Sammlung des Bischofs von Murano, von Giovanni Nani. Auch widmete er sich einer kritischen Bewertung der Edition der Mauriner.
Der Senator Francesco Foscari, ein Mäzen, veranlasste Gallicciolli dazu, den indice analitico e ragionato des Thesaurus antiquitatum sacrarum zu erarbeiten, den Biagio Ugolini 1766 begonnen hatte. 1773 veröffentlichte Gallicciolli die Fraseologia biblica ovvero Dizionario latino-italiano della Sacra Bibbia volgata. Dieses Wörterbuch für den Unterricht ergänzte er 1778 durch eine Neuauflage des Calepinus, eines siebensprachigen Lexikons., da Calepinus’ Werk als unzureichend galt. 
Gallicciolli übersetzte eine Reihe patristischer Werke, so aus dem Hebräischen קהלת שלמה Ecclesiaste di Salomone (1783), wobei er durchgängig Verlage in Venedig aufsuchte. Zu diesen Werken zählen: Il Pastore di s. Erma volgarizzato da don Gio. Battista Gallicciolli (1796); Lettera universale di s. Barnaba apostolo (übersetzt aus dem Griechischen, 1797); Lettere di s. Clemente papa I (Griechisch und Syrisch, 1798); Lettere genuine di s. Ignazio vescovo di Antiochia corredate dagli atti del suo martirio e le lettere di Policarpo vescovo di Smirne con la circolare del suo martirio (aus dem Griechischen, 1798); Opere di San Giustino filosofo e martire (aus dem Griechischen ins Italienische übersetzt, 1799); Orazione di Taziano ai Greci e frammento del dialogo di Bardesane sul destino (Griechisch-Italienisch, 1800); Opere di Atenagora ateniese filosofo cristiano (Griechisch-Italienisch, 1801); Libri tre di s. Teofilo vescovo di Antiochia ad Autolico filosofo gentile e Derisione de’ gentili filosofi di Ermia filosofo cristiano (1804).
Mit seinem 1795 erschienenen Hauptwerk knüpfte er an die Tradition von Francesco Sansovino und Flaminio Corner an. Die Bände I und II kreisen um die venezianische Geschichte, die Einrichtungen und Institutionen, einerseits, andererseits um die Kirchengeschichte. Bd. III befasst sich mit seiner Gemeinde San Cassan, die im Entstehungsprozess des Werkes den Ausgangspunkt darstellte. Dabei nutzte er mehr als 40 Chroniken, zahllose Handschriften, die ihm Giacomo Morelli, Bibliothekar der Biblioteca Marciana zur Verfügung gestellt hatte, dann gut 1200 Codices aus der Sammlung Amedeo Svajer, darüber hinaus Sammlungen wie die des Abate Luigi Canonici, Gesetze, Kapitularien usw. Trotz fehlender Zielsetzung und präziser innerer Ordnung konnten die Leser sich erstmals Einblicke in die zu dieser Zeit äußerst verdunkelte Frühgeschichte Venedigs gewinnen.
Der ehemalige Jesuit Cristoforo Tentori verfasste sogleich eine zunächst anonyme Polemik gegen dieses Vorgehen. So erschien die Schrift Errata-Corrige alle Memorie venete… compilato da un accademico Rinnovato d’Asolo. Darin warf er Gallicciolli vor, andere Autoren ausgeschrieben und zahlreiche Fehler gemacht zu haben. In Band VIII seiner Memorie veröffentlichte Gallicciolli eine Gegenschrift auf 166 Seiten: Risposta… all’Errata-Corrige del signor ab. Tentori (Venedig 1796). 1796 veröffentlichte dieser mit seinen Osservazioni storico-critiche sulle Memorie venete antiche del Gallicciolli e difesa del clero veneto contro le di lui insussistenti censure wiederum eine Gegenschrift, die nun seinerseits der Angegriffene mit einer Risposta alle Osservazioni del sig. ab. Tentori sulle memorie suddette 1797 beantwortete. Dieser Streit endete kurz vor dem Ende der Republik im Jahr 1797, als die beiden Autoren es vorzogen, ihre gemeinsame Abneigung gegen die Franzosen zu teilen und Frieden zu schließen. 1847 erkannte Emmanuele Antonio Cicogna die Leistung Gallicciollis an, denn er habe Cicognas Zeit längst verstreute Quellen bewahrt.
Die Jahre der französischen Herrschaft in Venedig ab 1797 erlebte Gallicciolli als Katastrophe, ihre Einrichtungen als ‚infernalisch‘. Sein Lehrstuhl wurde mangels Schülern geschlossen. Er sollte nun Naturrecht lehren. Sein wichtigster Schüler war Ugo Foscolo. 1805 wurde er Mitglied der Accademia veneta di belle lettere. Napoleon fasste die verschiedenen gelehrten Gesellschaften in der Stadt fünf Jahre später zusammen, so dass nur das Accademia veneta di belle lettere übrigblieb.
Gallicciolli starb allerdings bereits 1806. Er wurde in der Kirche Sant’Agostin beigesetzt.

## Veröffentlichungen, unedierte Manuskripte

### Eigenständige Werke
- S. Gregorii papae I cognomento Magni Opera omnia, 17 Bde., Venedig 1768–1776.

Digitalisat, Bd. III, Teil 1 und 2
Digitalisat, Bd. IV, Teil 2
- Dell’antica lezione degli Ebrei e dell’origine de’ punti. Esame di una dissertazione del p. d. Giovenale Secchi barnabita, Venedig 1787 (negiert die Vorstellung Secchis, das griechische Alphabet leite sich vom hebräischen ab, ebenso wie die Idee, letzteres habe Vokalzeichen besessen).
- Della vita degli studi e degli scritti di Gulielmo Grataroli filosofo e medico, Stamperia Locatelli, Bergamo 1788. (Digitalisat)
- Pensieri sulle LXX settimane di Daniele, Venedig 1792. (Google Books)
- Delle memorie Venete antiche, profane ed ecclesiastiche, Domenico Fracasso, Venedig 1795 (Bd. I–III, erschienen in 8 Bänden): Digitalisat, Bd. I, II, III, IV, V, VI, VII und Bd. VIII.
- Vita di S. Vittore Martire, Venedig 1804 (anonym herausgegeben).

### Wörterbücher, Übersetzungen
- Fraseologia biblica ovvero Dizionario latino-italiano della Sacra Bibbia volgata, Francesco Sansoni, Venedig 1773. (Google Books)
- Iacobi Facciolati Calepinus septem linguarum, hoc est Lexicon Latinum, variarum linguarum interpretatione adiecta, ad usum seminarii patavini pluries emendatum et auctum, nunc vero post Patavinam supremam Editionem, Johannis Gatti, Venedig 1778. (Google Books)
- קהלת שלמה L’Ecclesiaste di Salomone, recato dall’Ebraica in Italiana favella, Francesco Sansoni, Venedig 1783. (Google Books)
- Il Pastore di s. Erma volgarizzato da don Gio. Battista Gallicciolli, Venedig 1796. (Google Books)
- Lettere di s. Clemente papa I tradotte dal greco e dal siriaco, Antonio Curti, qu. Giacomo, Venedig 1798. (Google Books)
- Lettere genuine di s. Ignazio vescovo di Antiochia corredate dagli atti del suo martirio e le lettere di Policarpo vescovo di Smirne con la circolare del suo martirio. Traduzione dal greco…, Antonio Curti, qu. Giacomo, Venedig 1798.
- Opere di San Giustino filosofo e martire recate dal greco in italiano con prefazione e note, Venedig 1799. (Google Books)
- Orazione di Taziano ai Greci e frammento del dialogo di Bardesane sul destino, recati dal greco in italiano con prefazione e note, Antonio Curti, qu. Giacomo, Venedig 1800. (Google Books)
- Opere di Atenagora ateniese filosofo cristiano, dal greco in italiano recate con prefazione e note, Antonio Curti, qu. Giacomo, Venedig 1801. (Google Books)
- Libri tre di s. Teofilo vescovo di Antiochia ad Autolico filosofo gentile e Derisione de’ gentili filosofi di Ermia filosofo cristiano, dal greco in italiano recati con prefazioni e note, Venedig 1804.

### Handschriften
- De philologia Hebraeorum
- Approssimazione della sinagoga